# 菊池翔馬
菊池 翔馬（きくち しょうま、1996年12月29日 - ）は、日本の俳優。東京都出身。元ジュネス企画所属。

## 出演

### テレビドラマ
- やんパパ（2002年10月 - 12月、TBS）

### バラエティ
- おはスタ 年末スペシャル「おもちゃナンダホー!」（テレビ東京）

### 映画
- A Flying Baby（松竹）

### VP
- カシオ計算機

| スタブアイコン | サブスタブ | この項目は、まだ閲覧者の調べものの参照としては役立たない、俳優（男優・女優）に関連した書きかけの項目です。この項目を加筆・訂正などしてくださる協力者を求めています（P:映画/PJ芸能人）。 |